# 林道倫精神科神経科病院
林道倫精神科神経科病院（はやしみちともせいしんかしんけいかびょういん）は、公益財団法人林精神医学研究所が岡山県岡山市中区浜に設置する精神科病院。
1952年、林道倫の寄付行為によって、林精神医学研究所を創立と同時に附属病院(22床)として設立されたのを起源とする。1986年には、県下初の県下初のアルコール病棟開設。2020年6月現在、精神科病床278床(精神科急性期治療病棟60床、精神療養病棟120床、精神病棟98床)を備えている。
社会福祉法に基づく無料低額診療事業を行っている。全日本民主医療機関連合会(民医連)に加盟している。

## 診療科
※外来診療は、けやき外来（旧けやきメンタルクリニック）で行っている。
- 内科[2]
- 心療内科[2]
- 精神科[2]
- 神経科[2]
- 歯科[2]
- 専門外来
  - アルコール依存症専門外来

## 医療機関の認定
(この節の出典)
- 保険医療機関
- 労災保険指定医療機関
- 指定自立支援医療機関（精神通院医療）
- 精神保健及び精神障害者福祉に関する法律に基づく指定病院又は応急入院指定病院
- 精神保健指定医の配置されている医療機関
- 生活保護法指定医療機関(中国残留邦人等の円滑な帰国の促進並びに永住帰国した中国残留邦人等及び特定配偶者の自立の支援に関する法律に基づく指定医療機関を含む。)
- 結核指定医療機関
- 原子爆弾被爆者医療指定医療機関
- 無料低額診療事業実施医療機関
- 依存症専門医療機関

## 差額ベッド代について
病院の理念により、差額ベッド料（個室料）を徴収していない。

## 交通アクセス
- JR山陽本線「西川原駅」より徒歩約15分
- 岡山駅バスステーションより
  - 岡電バス「藤原団地行」乗車「宇野団地入口」停留所より西へ徒歩約2分
  - 宇野バス「東岡山行」乗車「林病院前」停留所より西へ徒歩約2分

## 関連人物
- 林道倫(精神医学者、教育者。新制岡山大学の初代学長) - 創立者。

## 関連施設
- ソワニエ看護専門学校 - 岡山市中区倉田394-3

## 周辺
- 岡山県立岡山操山中学校・高等学校(公立中間一貫校)
- トマト銀行 原尾島支店
- 岡山県警岡山中央警察署